# Martin Wullich
Martin Wullich es un reconocido locutor, periodista, piloto comercial y presentador argentino.
Actualmente conduce Clásicos en el camino en FM Milenium, forma parte de Nadie nos para en Rock&Pop, es la voz oficial de Radio Nacional Clásica FM 96.7 y es el responsable del Portal de contenidos de cultura, arte y espectáculos martinwullich.com. También fue socio fundador de la compañía Wullich AudioVideo.

## Biografía
Hermano de Willy Wullich, fundó en 1975 Wullich Audio Video, una compañía dedicada a la comercialización de equipamiento de alta gama para la industria audiovisual.
En 1986 egresó como locutor del Instituto Superior de Enseñanza Radiofónica.
Logró el reconocimiento en FM Horizonte 94.3. Fue como presentador de un segmento donde narraba anécdotas, sucesos y curiosidades, que terminaba con una frase que se volvió famosa: "Mientras tanto, aquí, en la gran ciudad, una nueva hora... ¡comienza!". Tal segmento se emitió durante 15 años (1986 a 2001) y fue tan representativo para una generación de oyentes de radio que Martin fue convocado para repetirlo en los respectivos programas de Fernando Peña y de Beto Casella.
Como locutor ha estado ligado a numerosos proyectos (FM Amadeus 103.7, Arpeggio FM 98.5, Miranda y Radio Nacional Clásica, entre otros), como periodista enfocó su labor en la cultura y las artes, y como presentador ha sido elegido en múltiples ocasiones para destacados eventos.
Además de su labor en medios de comunicación, fue piloto aeronáutico y durante un tiempo dio recorridos en helicóptero para turistas. También se dedicó a la fotografía y realizó numerosas muestras donde expuso su trabajo.

## Trayectoria profesional

### Radio
Radio Argentina
- Hoy es mañana

Radio El Mundo
- Hoy es mañana

Radio Splendid
- El Club de la buena vida

FM Horizonte 94.3
- Horizonte hoy
- De vuelta[5]

Radio América
- Buenas tardes, América
- La Mañana de América

FM Del Plata 95.1
- La opinión de la mañana
- Radio regreso

Radio Libertad AM 950
- Libertad de opinión

FM Feeling 100.7
- El Duende de la tarde

Rock & Pop
- Cucuruchos en la frente[6]
- Bien levantado[7]

FM Amadeus
- Los preludios
- Transmisiones especiales
- Fundación YPF Clásicos[8]

Pop 101.5
- Bien levantado

FM Milenium
- Clásicos en el camino[9][10]

Radio Del Plata
- El Duende[11]

Radio Continental
- Bien levantado

### Televisión
ATC / Televisión Pública
- Encuentros con gente de sábado
- Exclusiva
- 4x4 aventura
- Sarrasani presenta

Canal 2
- Ski Report
- Los grandes temas

América TV
- América en vivo

Canal 9
- Nuevediario
- Fuego cruzado
- Desafío Chevrolet[12]
- El Primero de la mañana[13]

CNN
- CNN World Report

VCC + Cablevisión + Multicanal
- Enfoque TV
- Tiempo de hobbies
- La tentación del objeto
- Línea de fuego[14]
- MWTV

Canal 13
- No todo es noticia

P+E
- El Duende de la mañana

C5N
- Transmisiones especiales y columnas sobre cultura
- Buenos muchachos

### Cine
- Muerte en Buenos Aires (Natalia Meta, 2014) - Jaime "Copito" Figueroa Alcorta